# 小极乐鸟
小极乐鸟（学名：Paradisaea minor）是极乐鸟科极乐鸟属的成员。该种属于中型鸟类，体长在30厘米左右，可达32厘米，外观上同大极乐鸟非常接近，不过相比之下雌性的小极乐鸟颜色更深一些，它的颊、额、喉等呈墨绿色，头、颈黄色，上体暗赤栗色，胁部有长饰羽，其基部橙黄，中部黄色，前部白色 （页面存档备份，存于）。该种实行一夫多妻制，雄性在求偶场内获取雌性的欢心，雌性将卵产在高大树枝上的巢内，以水果和昆虫为主食。它们主要分布在新几内亚北部的森林以及附近岛屿。
其种加词“minor”意为“较小的”。